# Soak Baru
Soak Baru is een bestuurslaag in het regentschap Musi Banyuasin van de provincie Zuid-Sumatra, Indonesië. Soak Baru telt 7352 inwoners (volkstelling 2010).